# Guillaume Coustou (fils)
Pour les personnes ayant le même patronyme, voir Famille Coustou.
Guillaume Coustou (fils) — également dénommé Guillaume II Coustou ou Guillaume Coustou le Jeune —, né le 19 mars 1716 à Paris et mort dans la même ville le 13 juillet 1777, est un sculpteur français.
Il est le fils de Guillaume Coustou et le neveu de Nicolas Coustou, tous deux également sculpteurs de renom, et le frère de Charles-Pierre Coustou, avocat et architecte du roi.

## Biographie
Destiné à la carrière de son père et de son oncle, il obtint le prix de Rome en 1735 qui lui permet d'être pensionnaire de l'Académie de France à Rome de 1736 à 1740. Rentré en France, il travailla aux Chevaux de Marly commandés à son père. Reçu à l'Académie en 1742 avec Vulcain au temps ou son oncle en était codirecteur, il fut nommé professeur en 1746, et plus tard recteur.
Longtemps dans l'ombre de ses aînés, il est parfois considéré comme ayant eu une carrière moins brillante que ceux-ci, ce qui est loin de la réalité. Si pour Hoefer « avide de gloire [il] aurait pu mériter le nom de grand statuaire ; mais il vivait, ou plutôt il sommeillait, avec les artistes de son temps, et faisait exécuter ses ouvrages par de jeunes sculpteurs sans fortune, dont le talent était peut-être supérieur au sien. Ainsi, il est certain qu'un sculpteur nommé Dupré exécuta en entier le fronton de Sainte-Geneviève, qui avait été commandé et qui fut payé à Coustou », il n'en demeure pas moins l'un des grands sculpteurs français du milieu du XVIIIe siècle aux côtés des Louis-Claude Vassé, Jean-Baptiste Lemoyne, Jean-Baptiste Pigalle ou Augustin Pajou. En témoigne le nombre de commandes qu'il reçut de la Couronne. C'est d'ailleurs si vrai qu'un amateur éclairé tel que le marquis de Voyer fit appel à lui pour les groupes sculptés des avant-corps de son château d'Asnières où œuvrèrent parmi les plus grands artistes du temps. Aux côtés de son confrère René-Michel Slodtz, il est également l'auteur d'une partie des décors sculptés des façades des hôtels construits par Ange Jacques Gabriel sur commande de la Ville de Paris et au choix du roi Louis XV, aux 2, 4, 6, 8 et 10 place de la Concorde à Paris (alors « place Louis XV »).
Il fit un Apollon pour le château de Bellevue, la résidence de Madame de Pompadour à Meudon.
Il dirigea la réalisation du mausolée du Dauphin Louis de France, fils de Louis XV, dans la cathédrale Saint-Étienne de Sens. .

## Œuvres dans les collections publiques
En Allemagne
- Potsdam, château de Sanssouci : Vénus et Mars, marbre, commandé par Frédéric II de Prusse en 1764, achevé en 1769.

En France
- Asnières, château d'Asnières : Apollon et Vénus, statues ornant l'avant-corps du château.
- Paris, musée du Louvre :
  - Vulcain, 1742, marbre ;
  - Vénus, terre cuite, réduction avec variantes de la statue homonyme en marbre.

Au Royaume-Uni
- Londres, Victoria and Albert Museum : Ganymède, 1761.

## Élèves
- Claude Dejoux ;
- François Devosge (1732-1811) ;
- Pierre Julien ;
- Jean-Baptiste Stouf (1742-1827).

Œuvres de Guillaume II Coustou
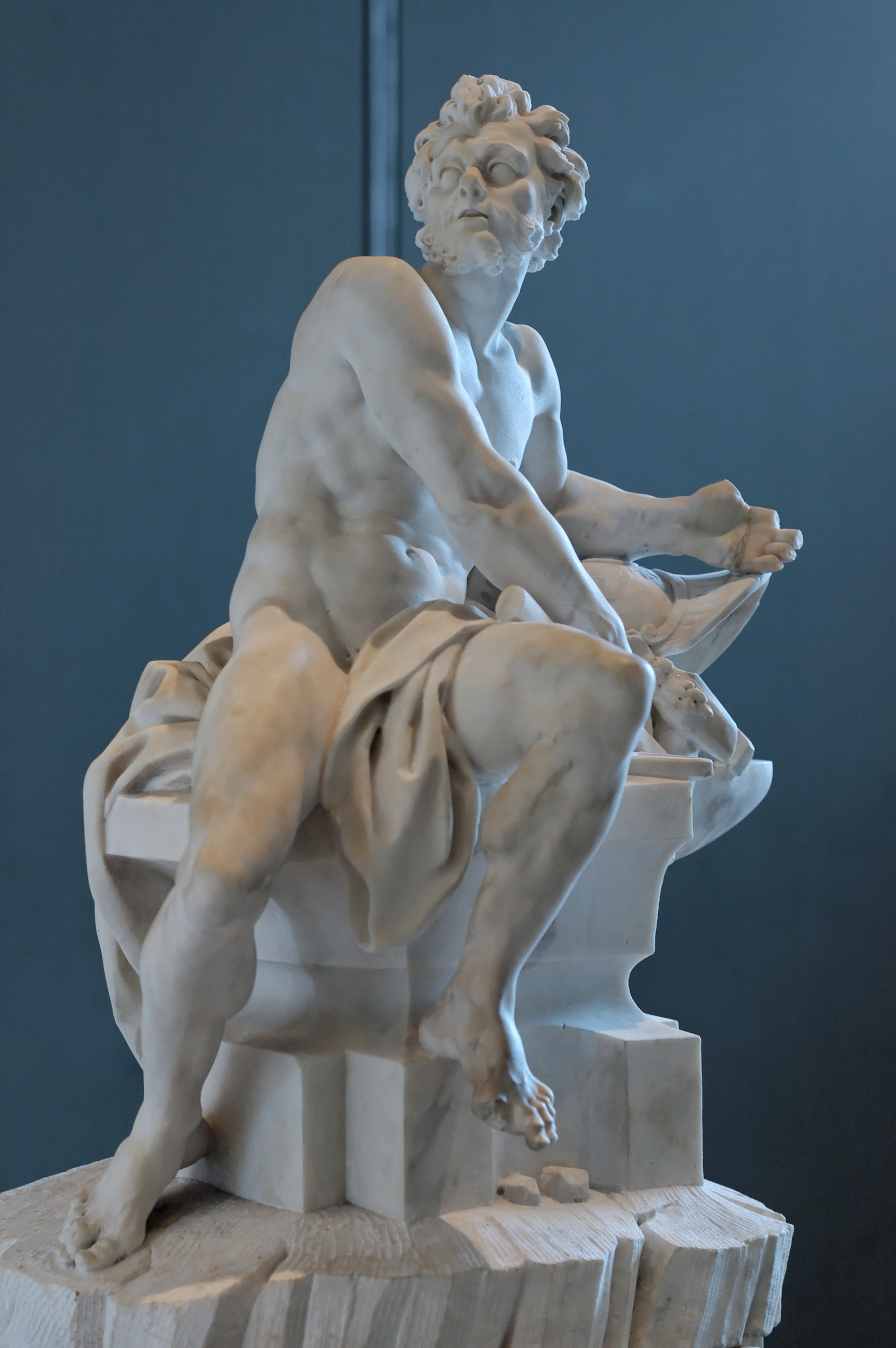
Vulcain (1742), marbre, Paris, musée du Louvre.
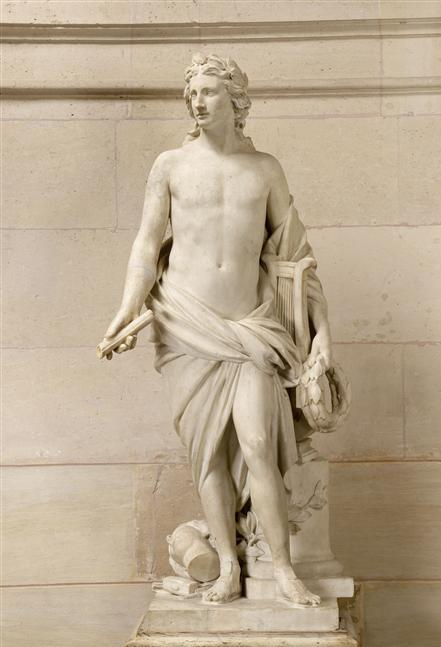
Apollon (1753), château de Versailles.
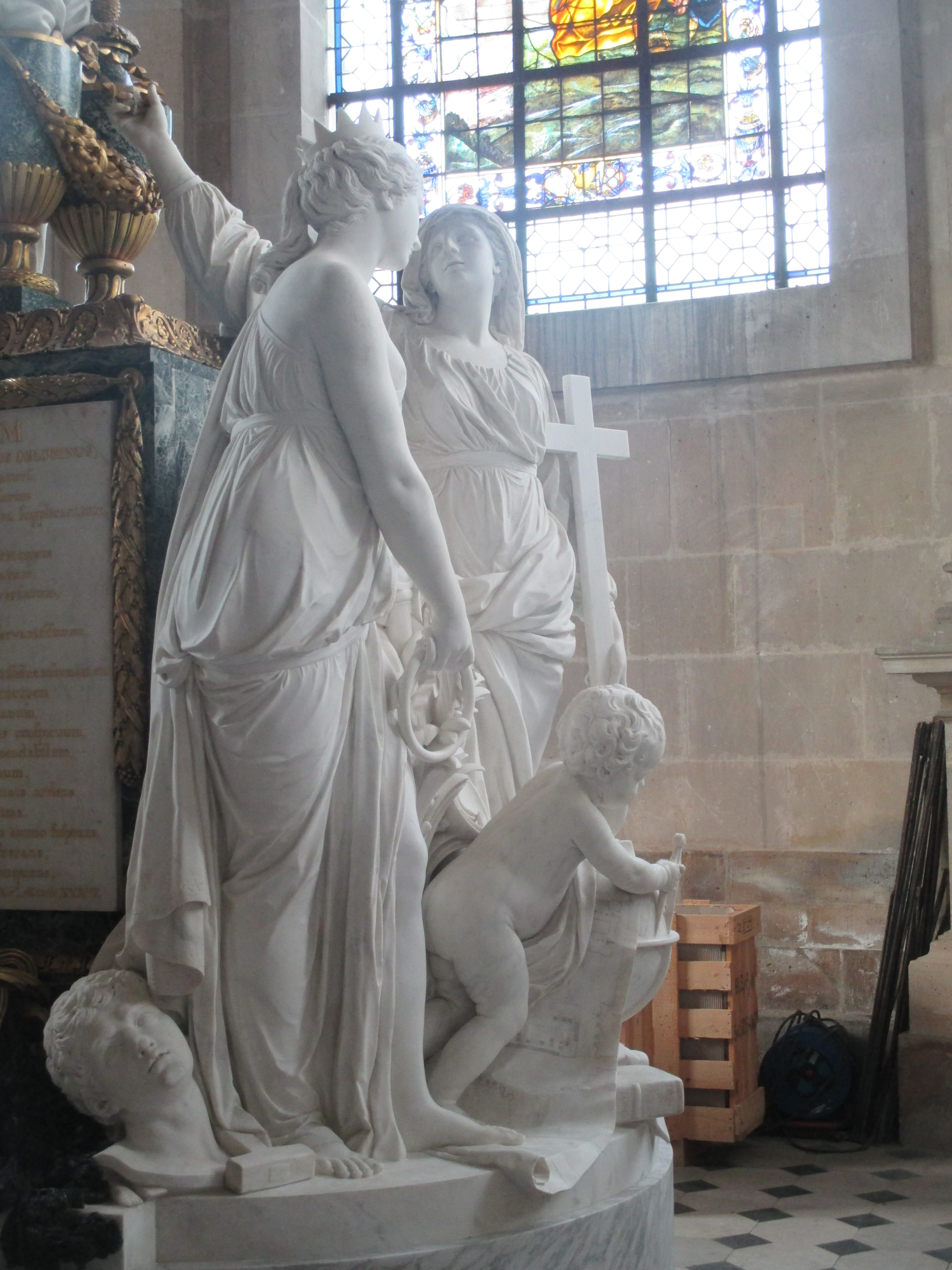
Détail du Tombeau de Louis, dauphin de France, fils de Louis XV, et de sa femme, Marie-Josèphe de Saxe (1777), cathédrale Saint-Étienne de Sens.